# Dercitus extensus
Dercitus extensus is een spons in de taxonomische indeling van de gewone sponzen (Demospongiae). De wetenschappelijke naam van de soort werd in 1905 gepubliceerd door Dendy.